# Dialecto de Tokio
El dialecto de Tokio (東京弁 tōkyō ben o también 東京方言 tōkyō hōgen) es la variedad del Idioma japonés hablada en la ciudad de Tokio. Es considerado como la variedad estándar del japonés pero este tiene variaciones según clases sociales y otros factores.

## Yamanote y Shitamachi
Los dialectos tradicionales del centro de Tokio se clasifican generalmente en dos grupos: el dialecto de Yamanote (山の手言葉 Yamanote kotoba) y el dialecto de Shitamachi (下町言葉 Shitamachi kotoba). El dialecto de Yamanote supone la evolución de la variedad hablada por la antigua clase alta de la zona de Yamanote. El japonés estándar del Período Meiji estuvo basado en el dialecto de Yamanote. Por su parte, el dialecto de Shitamachi es el de la clase obrera de Tokio, preservando características del habla Edo Chōnin, de manera que todavía sigue siendo llamado dialecto de Edo ((江戸言葉/江戸弁 Edo kotoba/Edo-ben). El rakugo tokiota suele presentarse con el dialecto de Shitamachi.

## Acento de las palabras
Aquí se muestra la acentuación de algunas palabras en ambas divisiones del japonés de Tokio.
| Palabra en japonés | Acento en el dialecto Yamanote | Acento en el dialecto Shitamachi | Español            |
| ------------------ | ------------------------------ | -------------------------------- | ------------------ |
| Tsugi              | gi                             | tsu                              | Siguiente          |
| Suna               | sin acento                     | na                               | Arena              |
| Itsumo             | i                              | tsu                              | siempre            |
| Sama               | sa                             | sin acento                       | palabra honorífica |

## Pronunciación
- La [ɽ] es a menudo cambiado a [ɴ]. Ejemplo: Wakaranai > Wakan'nai (No entender)
- La [ɽ] a menudo es cambiado por [r].
- Las sílabas ai, oi , ie y ae se cambian a [eː].